# Vallegrande (ort i Bolivia)
Vallegrande är en ort i Bolivia.   Den ligger i departementet Santa Cruz, i den centrala delen av landet, 140 km öster om huvudstaden Sucre. Vallegrande ligger 2 042 meter över havet och antalet invånare är 8 422.
Terrängen runt Vallegrande är huvudsakligen kuperad, men åt sydväst är den bergig. Terrängen runt Vallegrande sluttar norrut. Runt Vallegrande är det mycket glesbefolkat, med 4 invånare per kvadratkilometer.. Det finns inga andra samhällen i närheten.
Trakten runt Vallegrande består i huvudsak av gräsmarker.